# Harv, Hedesunda
Harv, Hedesunda är en gammal by i Hedesunda socken, Gävle kommun. Byn finns dokumenterad år 1401 och kallades då för Harge. År 1470 och på 1500-talet kallades den Harff och Harffwa.